# 晁說之
晁說之（1059年—1129年），字以道，濟州鉅野（今山東巨野）人。
神宗元豐五年（1082年）進士。徽宗崇寧二年（1103年），知定州無極縣，靖康之變時為中書舍人。高宗南渡後，召爲侍讀，提舉杭州洞霄宮。建炎三年（1129年）卒。有《嵩山文集》。